# Западный Сингхбхум
Западный Сингхбхум (хинди पश्चिमी सिंहभूम जिला; англ. West Singhbhum) — округ в индийском штате Джаркханд. Образован в 1990 году в результате разделения округа Сингхбхум на три самостоятельных округа. Административный центр — город Чайбаса. Площадь округа — 9907 км². По данным всеиндийской переписи 2001 года население округа составляло 2 082 795 человек. Уровень грамотности взрослого населения составлял 50,2 %, что ниже среднеиндийского уровня (59,5 %). Доля городского населения составляла 16,8 %.